# Адам и Хавва
А́дам и Хавва́ (араб. آدم و حواء‎), в исламе — первые люди на земле, предки всего человечества. Персонажи Корана и исламских преданий. Отождествляются с библейскими Адамом и Евой (Адам и Ева). Сначала Аллах создал Адама из глины, а затем из левого ребра создал его жену Хавву. За то, что они ослушались и съели плоды с запретного дерева, они были низвергнуты с небес на землю. От их многочисленного потомства пошло всё человечество.

## Адам
А́дам (араб. آدم‎) — первый человек и первый пророк (наби). В исламской традиции его также называют Абу аль-Башар («отец человечества») и Сафиуллах («чистота Бога»).
Аллах сотворил Адама из необожжённой сухой глины (саль-саль), смешанной с водой. Согласно преданию, ангелы добывали глину, из которой был сотворён Адам, из Мекки и Йемена. По способу рождения Адам в Коране сравнивается с пророком Исой (Иисусом).
Вдохнув в Адама жизнь, Аллах научил его именам всех вещей и назначил его своим «заместителем» (халифа) на земле. Однажды ангелы, говоря о потомках Адама, спросили у Аллаха: «Разве Ты установишь на ней того, кто будет там производить нечестие и проливать кровь?». На это Аллах ответил: «Поистине, Я знаю то, чего вы не знаете». Затем Аллах показал ангелам его умственные способности: «О Адам! Сообщи им имена их. И когда он сообщил им имена их, то Он сказал: „Разве я вам не говорил, что знаю сокрытое на небесах и на земле, и знаю то, что вы обнаруживаете, и то, что скрываете?“».
Аллах повелел всем ангелам пасть ниц перед человеком и символически признать верховенство человека и его величие перед всеми творениями Аллаха. Среди ангелов находился джинн по имени Иблис, который отказался выполнить приказ Аллаха и «сбился с пути». В наказание за ослушание, Аллах низвергнул Иблиса с небес на землю.
Аллах поселил Адама в раю (джаннат). Однажды, когда Адам спал, Аллах сотворил из его левого ребра жену Хавву. Живя в раю, они имели там всё, чего только могли пожелать, но Аллах запретил им есть плоды с одного из райских деревьев. Иблис сумел проникнуть в райский сад и убедить супругов, что плоды этого дерева дадут им вечную жизнь и могущество. Адам и Хавва соблазнились и поели плодов, нарушив запрет Аллаха. Они впервые ощутили свою наготу, которой застыдились. В наказание за ослушание приказа Аллаха Адам и его супруга были низвергнуты на землю, где они и их потомки обречены жить и трудиться.
Аллах обещал низвергнутому на землю Адаму своё руководство и милость. В суре аль-Араф («Ограды»), после упоминания истории об Адаме, рефреном «О сыны Адама» вводится призыв веровать в Аллаха, не поддаваться козням шайтана, не оправдывать свои грехи и неверие тем, что так якобы вели себя предки.
Низвергнутый на землю на Цейлоне, Адам добрался до Адена (совр. Йемен), а затем встретился со своей женой около горы Арафат у Мекки. Ему был ниспослан из рая Чёрный камень (Хаджар аль-асвад), для которого он построил первое здание Каабы.
Адам стал в мусульманском предании и первым в цепи пророков, завершаемой пророком Мухаммедом. Спорным оставался вопрос о том, может ли он претендовать на право называться термином «посланник» (расуль). У мистиков Адам стал воплощением божественной сути человека, так как Аллах вдохнул в него собственный дух (рух).
Адам говорил на многих языках, но в раю — по-арабски. Он был похоронен в «пещере сокровищ» около Мекки, а после потопа его тело было перенесено в Иерусалим. Некоторые богословы утверждали, что после смерти Адам вознесён на небеса и пребудет там до Судного дня (киямат).
Адам был пророком и учил своё потомство основам религии. Посредством ангела Джибриля (Гавриила), Адам получал откровения от Аллаха. Ему были посланы «свитки» (сухуф), в которых содержались религиозные предписания для первых людей.

## Хавва
Хавва́ (араб. حواء‎ —  источник жизни‎) — жена Адама, библейская Ева. В Коране её имя не упоминается, а упоминается просто «супруга» Адама.
В исламском предании сообщается о её сотворении из ребра Адама, о том, как она напоила своего мужа вином и уговорила его вкусить запретный плод, о том, как Иблис соблазнил её с помощью проникшего в рай змея на четырёх ногах. После изгнания из рая Хавва оказалась в Аравии, в Джидде. После встречи с Адамом около Арафата она вместе с ним совершила паломничество (хадж).
По одной версии, Хавва была похоронена рядом с Адамом, по другой — в Джидде, в месте, которое называется Могила нашей матери Хаввы (Мукбарат умна Хавва). В 1975 году по приказу властей Саудовской Аравии место могилы было забетонировано, так как после сезона хаджа паломники, в нарушение исламских традиций, молились на могиле Хаввы. Французский географ Эмиль-Феликс Готье (1864—1940) оценивал длину гробницы в пределах около 130 метров.
Вот как описывает могилу Хаввы в 1895 году сотрудник российского консульства в Джидде Шакирзян Ишаев:
Особых достопримечательностей в городе нет, исключая могилы Евы, находящейся за городом, посреди большого кладбища. Могила праматери всех людей имеет в длину до 60 аршин, в голове поставлено что-то вроде мраморной плиты с арабскими надписями, и растет финиковая пальма, в ногах растут какие-то кустарники. Над срединой могилы построены два помещения под одной крышей: одно из них считается мечетью, а в другом имеется гробница, к которой приходят паломники и прикладываются. У выхода, снаружи, находится выдолбленный в большом камне резервуар, напоминающий собою колоду, в которой поят лошадей, в него наливают воду. Здесь живёт много шейхов, а ещё больше нищих женщин и детей; они собирают подаяния с являющихся на поклонение паломников. Как сказано выше, могилу Евы окружает кладбище…
Согласно мусульманскому преданию, в наказание за грехи Хаввы женщины обречены на физические страдания — беременность, роды и т. д.

## Грехопадение и изгнание из рая
Сотворив для Адама супругу, Аллах сказал им: «О Адам! Поселись ты и твоя жена в раю и питайтесь оттуда на удовольствие, где пожелаете, но не приближайтесь к этому дереву, чтобы не оказаться из неправедных». Иблис обманул Адама и Хавву, говоря: «Ваш Господь запретил вам это дерево только для того, чтобы вы не стали ангелами или бессмертными». Адам и Хавва вкусили плоды этого дерева, после чего «…обнажились их срамные места, и они стали прилеплять на себя райские листья». После того, как Адам и его жена согрешили, Аллах сказал им: «Разве Я не запрещал вам это дерево и не говорил вам, что сатана для вас явный враг?». Супруги раскаялись в своём поступке и ответили: «Господь наш! Мы обидели самих себя, и, если Ты не простишь нам и не помилуешь нас, мы окажемся потерпевшими убыток». Аллах ответил им: «Низвергнитесь! Одни для вас враги для других! Для вас на земле местопребывание и пользование на время».
В исламском богословии обсуждался вопрос, каким было запретное райское дерево и листьями какого дерева Адам и Хавва прикрывали свою наготу.

## Жизнь на земле
В исламской традиции имеются повествования о том, что после грехопадения Адам сошёл на землю на острове Цейлон, а Хавва — в Джидде (совр. Саудовская Аравия). Саид-афанди Чиркейский в «Истории пророков» сообщает, что после грехопадения Адам оказался в Индии, где на горе Рахун остался его отпечаток длиной 10 локтей (5 метров). На протяжении 200 лет они раскаивались и молили Аллаха о прощении. Аллах принял их мольбы, простил им совершённый грех и обязал их совершить паломничество в Мекку (хадж). Адам и Хавва встретились в долине Арафата. Прибыв на территорию современной Мекки, Адам приступил к строительству Каабы, после чего регулярно совершал паломничество к ней.
Затем Адам и его жена отправились в современную Сирию, где у них родилось многочисленное потомство, от которого пошло всё человечество. Мухаммед аль-Кисаи считал, что Хавва (Ева) рожала 120 раз, каждый раз двойню, мальчика и девочку. Среди известных детей — сыновья Шис, Кабиль и Хабиль, дочери Лабуда и Аклима. В некоторых преданиях говорится, что Адам прожил 2000 лет, а Хавва умерла через сорок лет после его смерти.
Указания Корана о том, что Аллах сохранил своё покровительство Адаму и его потомкам, даровал ему прощение, вызывали особое внимание исламских богословов. Этот мотив был созвучен с проблемой предопределения (кадар).